# Liste des intercommunalités de la Polynésie française
Depuis le 1er janvier 2024, la collectivité d'outre-mer de Polynésie française compte cinq communautés de communes.
La Polynésie française est dispensée de l'obligation d'établir un schéma de coopération intercommunale prévoyant une couverture intégrale du territoire par des établissements publics de coopération intercommunale (EPCI) à fiscalité propre.

## Intercommunalités à fiscalité propre
| Forme juridique        | Nom               | no SIREN  | Date de création | Nombre de communes | Population (der. pop. légale) | Superficie (km2) | Densité (hab./km2) | Siège        | Président             | Type de fiscalité |
| ---------------------- | ----------------- | --------- | ---------------- | ------------------ | ----------------------------- | ---------------- | ------------------ | ------------ | --------------------- | ----------------- |
| Communauté de communes | CC Hava'i         | 200031243 | 30 décembre 2011 | 6                  |                               |                  |                    | Tumaraa      | Cyril Tetuanui        |                   |
| Communauté de communes | CODIM             | 200027688 | 29 novembre 2010 | 6                  |                               |                  |                    | Hiva-Oa      | Benoît Kautai         |                   |
| Communauté de communes | CC Te Tama a Hiro | 200102366 | 1er janvier 2024 | 4                  |                               |                  |                    | Rimatara     | Artigas Hatitio       |                   |
| Communauté de communes | CC Teporionu      | 200102358 | 26 octobre 2023  | 3                  |                               |                  |                    | Pirae        | Yvonnick Raffin       |                   |
| Communauté de communes | CC Terehēamanu    | 200094803 | 1er janvier 2021 | 5                  |                               |                  |                    | Taiarapu-Est | Tearii Te Moana Alpha |                   |